# Chiesa di San Mamete (Lumino)
La chiesa di San Mamete è un edificio di culto che si trova a Lumino, in Canton Ticino.

## Storia
Edificio costruito in stile romanico, è citato in numerosi documenti storici a partire dal 1237. Alla fine del XV secolo acquisì i diritti parrocchiali. Nel 1525 venne completamente rimaneggiata ed ampliata; nel 1544 venne costruito un nuovo soffitto in legno con ricche decorazioni ed intarsi, ma nel corso di ulteriori lavori eseguiti nel 1863 esso dovette essere demolito e sostituito da un soffitto in mattoni poiché sussistevano notevoli pericoli di crollo a causa di infiltrazioni d'acqua nel legno.

## Descrizione
La chiesa si presenta con una pianta a tre navate, delle quali la centrale ha una copertura a volta a botte.